# Анхава, Мартти
Ма́ртти Хе́нрикки А́нхава (фин. Martti Henrikki Anhava; (род. 17 июня 1955, Хельсинки, Финляндия) — финский писатель, переводчик и независимый журналист.
Окончив школу, в 1974—1979 годах участвовал в студенческих поездках в Советский Союз. C 1974 по 2008 работал в издательстве Otava.
Переводил на финский язык Чехова, Толстого, Достоевского, Эдуарда Успенского, Пруста, Блеза Паскаля.
В 2014 году удостоен высшей награды Финляндии для деятелей искусства — Pro Finlandia.

## Награды
- Первое место в конкурсе эссе литературного журнала Parnasso (1982)
- Государственная награда за перевод (1983)
- Премия Эйно Лейно (2012)
- Pro Finlandia (2014)